# 蓝泽民
蓝泽民（Archbishop Secondino Petronio Lacchio, O.F.M. 1901年5月17日—1976年2月20日），天主教长沙总教区总主教（1940年1月12日-1976年2月20日），意大利方济各会会士。
1901年5月17日，蓝泽民出生在意大利Roppolo。1916年（14岁）入方济各会。1926年8月8日，25岁晋升神甫。赴中國传教。1940年1月12日（38岁）由教廷任命为天主教长沙代牧，领Praenetus 主教衔 。同年5月26日，由湖南衡州柏長青主教祝圣 。1946年4月11日，罗马教廷建立中国圣统制，蓝泽民任长沙教区主教。1952年3月30日被逐出中国大陆。随后赴台湾桃园县傳教。 
1976年2月20日，蓝泽民主教去世，年74岁。